# 狸猫换太子
狸猫换太子是从明清时期开始流传的一个民间故事，指的是宋真宗年间，皇子赵祯（宋仁宗）出生时，被当时的刘贵妃（后为刘皇后，一般認爲影射章献明肃皇后）以剝皮狸猫调包一事。有诸多小说、戏曲、电影、电视剧版本，又常以《打龙袍》、《大宋奇案》、《火烧碧云宫》、《宋宫秘史》等剧名呈现。

## 故事內容
當時真宗皇帝膝下無子，傳旨誰先生下皇子，便立為太子，一併封皇后。十個月後，李辰妃先臨盆，刘德妃心有不甘，一時起了歹念，為了自己的前程，不顧情誼欲陷害李娘娘，她命內侍太監郭槐买通接生婆，暗中将李娘娘產下的皇子换成剥了皮的狸猫，再命宮女寇珠將真皇子嬰兒丟入宮外御河金水橋下淹死。真宗果真被劉德妃蒙騙了，前來探望新生兒時，見襁褓中的狸貓大驚失色，誤認為李娘娘產下妖孽，一怒之下将李娘娘打入冷宫。幾天之後，劉德妃產下皇子，她便順理成章被冊封為刘皇后，更立其子為太子。
而當時，李辰妃所生之子被狸貓掉包時，被命淹死皇子的宮女寇珠不忍，在御河畔遇上大內總管太監陳琳手提御封壽禮經過，說是真宗命其前往八賢王趙德芳（趙元儼）府祝壽，於是兩人便把皇子帶進八賢王府。
後來，郭槐派人沿著御河遍尋不獲小皇子的屍體，不禁懷疑寇珠是否有違命令，於是抓寇珠來嚴刑拷打，寇珠遍體麟傷也護主不招，郭槐又想到當時的陳琳行跡可疑，於是也把陳琳找來，但陳琳是大內總管，以郭槐的位階不宜審他，為了測試陳琳是否有與寇珠密謀搭救皇子，遂叫陳琳親自拷問寇珠。寇珠對陳琳使了眼色，有了默契，陳琳便在郭槐眼前真的鞭打寇珠，欲使郭槐釋疑。
谁知三年后，刘皇后之子病夭。真宗再无子嗣，就将其皇兄八贤王之子（实为当年被换走的皇子）收为螟蛉子，并立为太子。
再三年後，七歲的太子禎有一天因貪玩誤闖冷宮，見到了其生母李廢妃，回宮後將他的冷宮奇遇告訴了母后劉氏，劉皇后心生畏懼，此後始終不得心安，於是決定斬草除根杀死李廢妃，當時獻計狸貓換太子現已晉升為後宮總管的郭槐，又獻計火焚冷宮燒死李娘娘，欲構成意外死亡，無他殺之嫌（可能改編自《宋史》之真宗大中祥符八年皇宮火案）。所幸李娘娘趁亂由忠義俠客接應逃出了宫外，一名死士甚至在火場裡犧牲自己，假裝成李娘娘被燒死，焦屍難辨，瞞過了劉皇后、郭槐和朝野所有人。從此以後，劉皇后以為心腹大患盡除而高枕無憂。
十八年後，往陳州查賑功成返京的包拯得知此事後，将李娘娘带回京，開始著手秘密偵查此偷天換日的欺君謀逆事件，經過八賢王和年事已高的陳琳公公來辨識李娘娘，當面對質確認無誤之後，見時機成熟，包拯於是進宮面聖，向時年已二十五歲的皇帝趙禎禀告，皇帝自幼認為八賢王及其王妃為其親生父母，實在無法相信包拯所言，也無法接受孝順了十幾年的劉太后，竟然是想害死自己生母的仇人，於是痛斥了包拯一番，將包拯逐出宮去。
然而，仁宗認為向有青天之譽的包拯不可能信口開河，也不免開始起疑，於是利用請安之名夜訪劉太后寢宮，在母子閒談兒時記趣時，試探母后的反應和態度，仁宗頓時發現母后的反應有異於尋常的表現，深思了一夜，便決定放手讓包拯偵辦此案，傳旨如有任何人阻礙辦案，先斬後奏。最终，刘太后走投无路，悬梁自尽，郭槐被斩首。仁宗迎接生母回宫，尊为太后。李太后命包拯责打不孝子赵祯，包拯不敢违背太后旨意，但也不敢以臣打君，遂让仁宗脱下龙袍，责打龙袍以示惩戒。

## 史實
刘皇后本名无记载，或称她为劉娥，出身卑微。因丈夫龚美家贫而改嫁，进入当时尚为亲王的宋真宗赵恒王府中，成为他的宠妾。当时，赵恒乳母秦国夫人不喜欢刘娥，坚持将她逐出王府。赵恒不得不逐出刘娥，安置别地。後來赵恒向乳母请求，接回刘娥。
赵恒登基、继妻郭皇后逝世，有意立刘娥为继后，但因刘娥出身卑微被大臣反对。刘娥的侍女李氏得到真宗的宠幸，生下一子，是为宋仁宗。李氏被封为崇阳县君；又生一女，夭折。后进才人，又为婉仪。她的儿子尚在襁褓，就被刘娥冒名为亲子，顺利成为继皇后。同时，宋仁宗的日常生活由杨淑妃亲自照顾。李氏在真宗死後为他守墓，至死也无法与儿子相认。临死之前，晋封为宸妃。
李宸妃死后，刘太后听从丞相吕夷简意见，将李宸妃以一品礼安葬。刘太后死后仁宗得知自己生母是宸妃一事，正打算找太后的宗族算账。吕夷简劝仁宗說，昔年刘太后厚葬宸妃，且对皇帝有养育之恩，仁宗才放过了刘氏一族。
刘太后在宋真宗死后，因仁宗年幼而訓政，实际上控制着当时的朝政。

## 民间艺术
歌仔戲、京剧、湘剧均有改编自此故事的剧目。

## 文化影响
- “狸猫换太子”一词，现在常用于形容双方的一方在对方不知情的情况下，将某个物品调换成并非对方想要的目标物。
- “狸猫换太子”一事除记入《三侠五义》外，也作为包拯的标志性案件，多次出现在以包拯为主角的影视剧里，其中包括《火烧碧云宫》（1955年香港丽儿彩色影片公司电影）、《宋宮秘史》（1965年香港邵氏电影）、《狸猫换太子》（1984年台湾杨丽花歌仔戏）、《深宫奇冤》（1991年河南电视台电视剧）、《包青天》 （1993年台湾华视电视剧）第三单元“狸猫换太子”、《少年包青天》（2000年北京电视台、上海东方电视台电视剧）第七单元「翻龙劫」、《大宋惊世传奇》（2004年中国大陆电视剧）、《狸猫换太子传奇》（2005年中国中央电视台电视剧）、《包青天》（2009年中国大陆电视剧）第一单元“打龙袍」、《七侠五义人间道》（2011年中国大陆电视剧）及《包青天再起风云》（2019年香港TVB电视剧）第八单元“狸猫换太子”等[註 1]。
- 2020年，以宋仁宗为主角的热播剧《清平乐》，一开场就是“狸猫换太子”的故事。